# Nadigaon
Nadigaon é uma cidade e uma nagar panchayat no distrito de Jalaun, no estado indiano de Uttar Pradesh.

## Demografia
Segundo o censo de 2001, Nadigaon tinha uma população de 7175 habitantes. Os indivíduos do sexo masculino constituem 54% da população e os do sexo feminino 46%. Nadigaon tem uma taxa de literacia de 53%, inferior à média nacional de 59.5%: a literacia no sexo masculino é de 64% e no sexo feminino é de 40%. Em Nadigaon, 16% da população está abaixo dos 6 anos de idade.